# Melitios de Lycopolis
Évêque de Lycopolis (aujourd'hui Assiout), Mélitios fut l'initiateur d'un schisme interne à l'Église d'Égypte qui semble avoir commencé en 304, au cours des persécutions de la Tétrarchie, et qui semble avoir duré au moins jusqu'au début du Ve siècle, comme en témoigne Socrate le Scolastique, et sans doute même dans certains monastères jusqu'au VIIIe siècle. Les Mélitiens revendiquaient l'autonomie des Églises de Moyenne-Égypte et de Haute-Égypte par rapport à Alexandrie. Ils se sont plaints en particulier d'avoir été persécutés par Athanase d'Alexandrie et les partisans de celui-ci les ont accusés en retour d'être des ariens, malgré leurs vives dénégations (Athanase prétend en outre que Mélitios aurait procédé à des sacrifices à des idoles, ce qui est peu vraisemblable).
Il existe deux versions de l'origine du différend qui opposa Mélitios à l'évêque Pierre d'Alexandrie :
- Celle qui apparaît chez les historiens de l'époque et dans divers documents officiels, en particulier ceux du concile de Nicée : Mélitios aurait procédé à des ordinations non seulement dans sa propre province, mais un peu partout en Égypte et jusque dans la capitale, soit par ambition personnelle, soit par revendication autonomiste et défiance de l'intérieur du pays à l'égard de la cité grecque. Il n'apparaît pas, dans ces documents et au début du moins, de référence à un antagonisme doctrinal.
- Celle que donne une seule source, romancée et visiblement tirée de documents mélitiens, et qui ne cite pas de documents officiels, Épiphane de Salamine : Mélitios, arrêté en même temps que Pierre et enfermé dans la même prison se serait séparé de celui-ci en le voyant accorder le pardon à des chrétiens qui avaient failli et abjuré sous la menace. Une fois relâché, Mélitios aurait créé une Église parallèle, faite uniquement de clercs purs de toute apostasie. Le schisme mélitien est donc présenté comme une version orientale du schisme contemporain  donatiste d'Afrique du Nord, avec lequel il ne paraît pas néanmoins avoir eu de contacts.

La thèse selon laquelle Arius aurait été l'élève de Mélitios — ou du moins un proche — est très douteuse et provient sans doute d'accusations lancées par le parti d'Athanase afin de noircir les Mélétiens (ou Arius ?).

## Sources
- Sur Mélitios de Lycopolis : Épiphane de Salamine, Panarion ; Socrate le Scolastique, Histoire Ecclésiastique I, 9 ; Théodoret, Histoire Ecclésiastique I, 8